# Samir Bargachi
Samir Bargachi (en àrab سمير بركاشي) és un comunicador i activista LGBT en les comunitats àrabs i musulmanes.

## Activisme
Les activitats a favor de la comunitat LGBT al Marroc van començar el 2004. L'1 de juny, la policia marroquina deté a Tetuan a 43 persones sota l'acusació de dur a terme activitats homosexuals, complint així amb l'article 489 del codi penal que tipifica com a crim l'homosexualitat.
Com a conseqüència, Bargachi i altres joves homosexuals s'inicien en Internet una campanya internacional per al seu alliberament. Milers de cartes es van remetre als principals mitjans de comunicació i les ambaixades occidentals al Marroc. Per coordinar les seves accions reivindicatives, Bargachi crea a Internet una llista informal de correu anomenada LGBT Maroc. Mesos més tard va començar la pàgina web GayMaroc.net, el primer mitjà de comunicació gai del país, sent Samir Bargachi seu primer director. En l'actualitat GayMaroc.net és el portal homosexual més visitat en llengua àrab a Internet.
Després de l'alliberament dels detinguts del cas Tetuan i segons anava incrementant el nombre de participants de la llista de correu, LGBT Maroc es constitueix el 2005 com associació sense ànim de lucre canviant de nom a Kifkif («iguals» en àrab marroquí), portant des de llavors una lluita pacífica pels drets de lesbianes, gais, transsexuals i bisexuals al Marroc.
Samir Bargachi és el director executiu de Kifkif i director de la revista Mithly i membre de la International Lesbian, Gay, Bisexual, Trans and Intersex Association (ILGA), amb base a Brussel·les. El 2010 el Congrés Islàmic dels EUA el premia per la publicació de l'assaig El patiment del meu estimat.
L'activisme de Samir Bargachi ha estat criticat violentament des dels elements més conservadors de la societat musulmana. El juliol 2009, el govern de l'Iran l'acusa de promoure la immoralitat i la pederàstia. En el seu número especial de l'any 2010, la revista francòfona Tel Quel ho va considerar una de les 20 personalitats més polèmiques del país.

## Mithly
Des d'abril de 2010, Kifkif publica la revista mensual Mithly, la primera revista gai impresa en un país àrab i musulmà. Del primer número s'han imprès 200 exemplars, estant també disponible de franc en format electrònic. La revista té contingut en dues llengües, àrab i francès. El nom és un joc de paraules que significa «homosexual» i «jo mateix». El director de la revista és Samir Bargachi, que ha afirmat que la revista segurament no tindrà continuïtat en paper, ja que resulta perillós i difícil la seva distribució al Marroc.